# 林善 (演員)
林善（英語：Jeffrey Lam，1995年—），香港演員。於2019年憑電影《G殺》獲提名香港電影金像獎「最佳新演員」。

## 概要
林善於1995年出生，成長於基督教家庭，父親為牧師，曾進入教會但於高中時期淡出。高中後報讀香港演藝學院電影電視學院，主修編劇，於2017年畢業。曾憑探討宗教題材的執導劇情短片《終》及《詩恩》分別入選第11屆及14屆鮮浪潮國際短片節。2019年涉足幕前演出，出演《G殺》，更憑此獲提名香港電影金像獎「最佳新演員」。
林善其後曾擔任助理編劇等工作，但其後新型冠狀病毒疫情及社會環境影響生計，曾一度轉行任職法律助理，幾乎放棄電影事業。於2020年左右，林善於陳詠燊的引薦下獲邀為同於演藝學院編劇系畢業生譚善揚共同執導《不赦之罪》（2024年），其劇本於2022年勝出香港電影工作者總會第一屆《總會拍電影》獲注資開拍，林善於確認進入開拍後辭去法律助理工作。現時林善全職任職香港電影資料館。

## 出演

### 電影
| 年份 | 名稱         | 角色   |
| ---- | ------------ | ------ |
| 2019 | 《G殺》      | 傅以泰 |
| 2022 | 《正義迴廊》 | 高思鈞 |
| 2023 | 《七月返歸》 | 推銷員 |

### 電視劇
ViuTV
| 年份 | 名稱         | 角色 |
| ---- | ------------ | ---- |
| 2022 | 《冥冥之中》 | 志武 |

## 導演

### 電影
- 2025年：《不赦之罪》

### 鮮浪潮國際短片節
- 《終》第11屆鮮浪潮國際短片節（學生組）

### 香港電台
- 2021年：《看見・聽不見》

## 外部連結
- 林善的Instagram帳戶